# Janikowo (gromada)
Janikowo – dawna gromada, czyli najmniejsza jednostka podziału terytorialnego Polskiej Rzeczypospolitej Ludowej w latach 1954–1972.
Gromady, z gromadzkimi radami narodowymi (GRN) jako organami władzy najniższego stopnia na wsi, funkcjonowały od reformy reorganizującej administrację wiejską przeprowadzonej jesienią 1954 do momentu ich zniesienia z dniem 1 stycznia 1973, tym samym wypierając organizację gminną w latach 1954–1972.
Gromadę Janikowo z siedzibą GRN w Janikowie (wówczas wsi) utworzono – jako jedną z 8759 gromad na obszarze Polski – w powiecie inowrocławskim w woj. bydgoskim, na mocy uchwały nr 24/7 WRN w Bydgoszczy z dnia 5 października 1954. W skład jednostki weszły obszary dotychczasowych gromad Giebnia, Janikowo, Kołuda Mała, Kołuda Wielka, Ostrowo, Sielec i Węgierce ze zniesionej gminy Inowrocław-Zachód w tymże powiecie. Dla gromady ustalono 25 członków gromadzkiej rady narodowej.
1 stycznia 1959 z gromady Janikowo wyłączono wsie Janikowo, Michalinowo i Ostrowo oraz części wsi Giebnia, Węgierce, Kołuda Wielka i Kołuda Mała, tworząc z nich osiedle o nazwie Janikowo. Janikowo pozostało jednak nadal siedzibą GRN gromady Janikowo mimo że w jej skład już nie wchodziło (ponadto, 18 lipca 1962 Janikowo otrzymało prawa miejskie).
31 grudnia 1961 do gromady Janikowo włączono wsie Gorzany, Kościelec, Dziarnowo i Leszczyce ze zniesionej gromady Kościelec w tymże powiecie.
1 stycznia 1969 z gromady Janikowo wyłączono grunty o powierzchni ogólnej 5,95 ha, włączając je do miasta (na prawach powiatu) Inowrocławia w tymże województwie.
1 stycznia 1972 gromadę Janikowo połączono z gromadą Pakość, tworząc z ich obszarów gromadę Pakość z siedzibą Gromadzkiej Rady Narodowej w Pakości w tymże powiecie (de facto gromadę Janikowo zniesiono, włączając jej obszar do gromady Pakość).
Począwszy od 1 stycznia 1972, przez okres ponad czterech lat Janikowo pozostawało jedynie siedzibą miejskiej gminy Janikowo. Dopiero 15 stycznia 1976 w woj. bydgoskim utworzono gminę Janikowo.